# Mecynargus sphagnicola
Mecynargus sphagnicola là một loài nhện trong họ Linyphiidae.
Loài này thuộc chi Mecynargus. Mecynargus sphagnicola được Herman Theodor Holm miêu tả năm 1939.